# Vicente González Sosa
Vicente González Sosa (Agaete, Gran Canaria, 17 de septiembre de 1941) es un exfutbolista español.

## Trayectoria
Procedente del Arucas C. F., este delantero se integró en 1959 en el Unión Deportiva Las Palmas. En 1961 es fichado por el  F. C. Barcelona, donde militó hasta que se marchó al Granada C. F. en 1966.
Fue traspasado a Peñarol de Uruguay, siendo uno de los primeros futbolistas españoles en jugar en un equipo extranjero. Regresó en esa misma temporada al Granada C.F. donde estuvo seis temporadas más.

### Clubes
| Club             | País    | Año       |
| ---------------- | ------- | --------- |
| U. D. Las Palmas | España  | 1959-1961 |
| F. C. Barcelona  | España  | 1961-1966 |
| Granada C. F.    | España  | 1966-1967 |
| Peñarol          | Uruguay | 1967-1968 |
| Granada C. F.    | España  | 1968-1973 |

## Palmarés
| Título         | Club            | País   | Año  |
| -------------- | --------------- | ------ | ---- |
| Copa de España | F. C. Barcelona | España | 1963 |
| Copa de Ferias | F. C. Barcelona | España | 1966 |